# Siderogryllacris siderea
Siderogryllacris siderea är en insektsart som först beskrevs av Heinrich Hugo Karny 1925.  Siderogryllacris siderea ingår i släktet Siderogryllacris och familjen Gryllacrididae. Inga underarter finns listade i Catalogue of Life.